# Julija Ratkevitj
Julija Mikalajeŭna Ratkevitj (belarusiska: Юлія Мікалаеўна Раткевіч; azerbajdzjanska: Yuliya Nikolayevna Ratkeviç), född 16 juli 1985 i Minsk i Belarusiska SSR (nu Belarus), är en azerisk brottare som tog OS-brons i lättviktsbrottning vid de olympiska brottningstävlingarna 2012 i London.